# کونکاماریسه
کونکاماریسه (به ایتالیایی: Concamarise) یک کومونه در ایتالیا است که در استان ورونا واقع شده‌است.
 کونکاماریسه ۷٫۹ کیلومتر مربع مساحت و ۱٬۰۴۴ نفر جمعیت دارد و ۲۰ متر بالاتر از سطح دریا واقع شده‌است.